# Castello di Dětenice
Il castello di Dětenice (in ceco zámek Dětenice) si trova nella città omonima del Distretto di Jičín nella Regione di Hradec Králové della Repubblica Ceca. La sua storia inizia nel XIII secolo.

## Storia

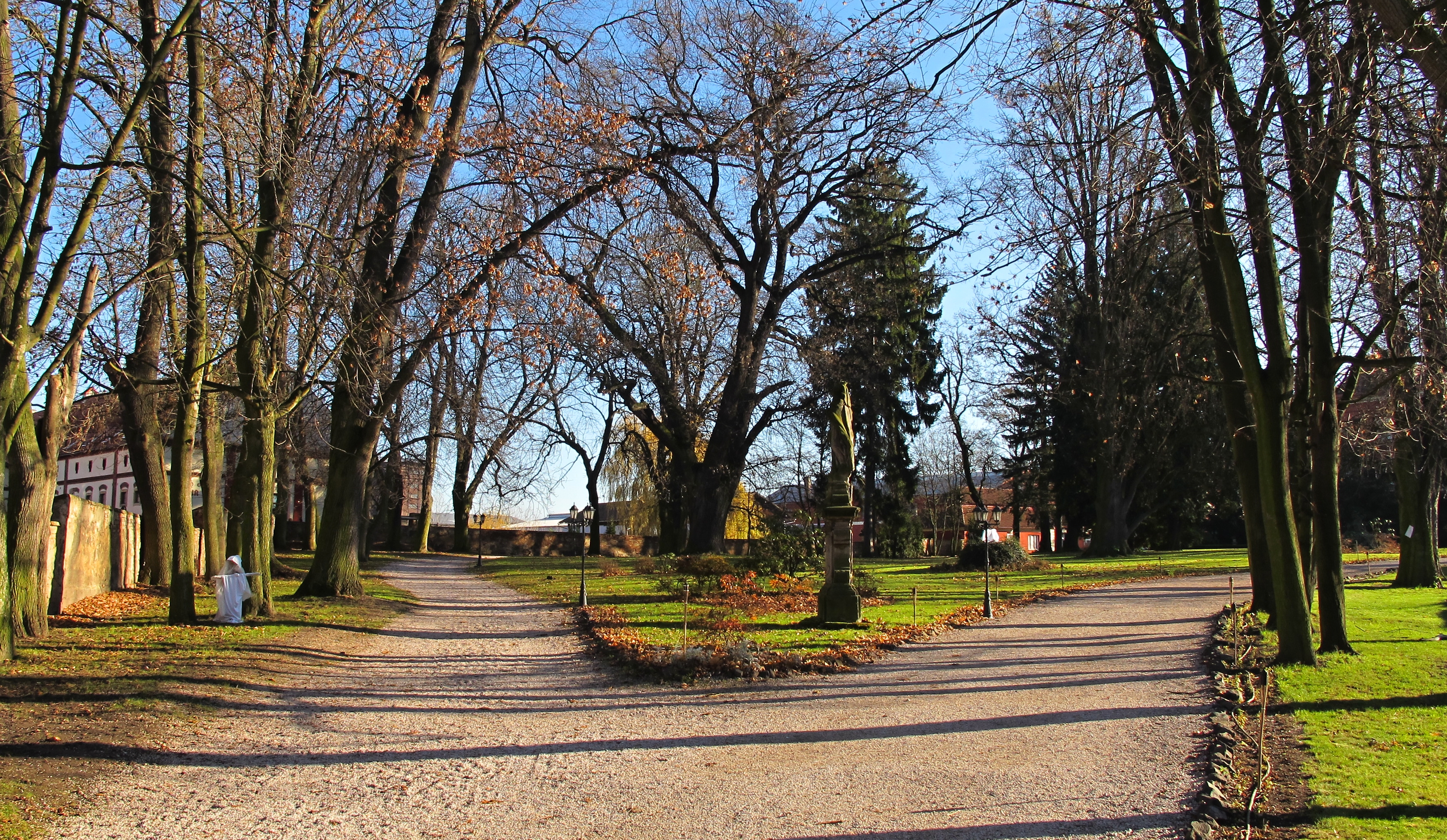
Parco del castello

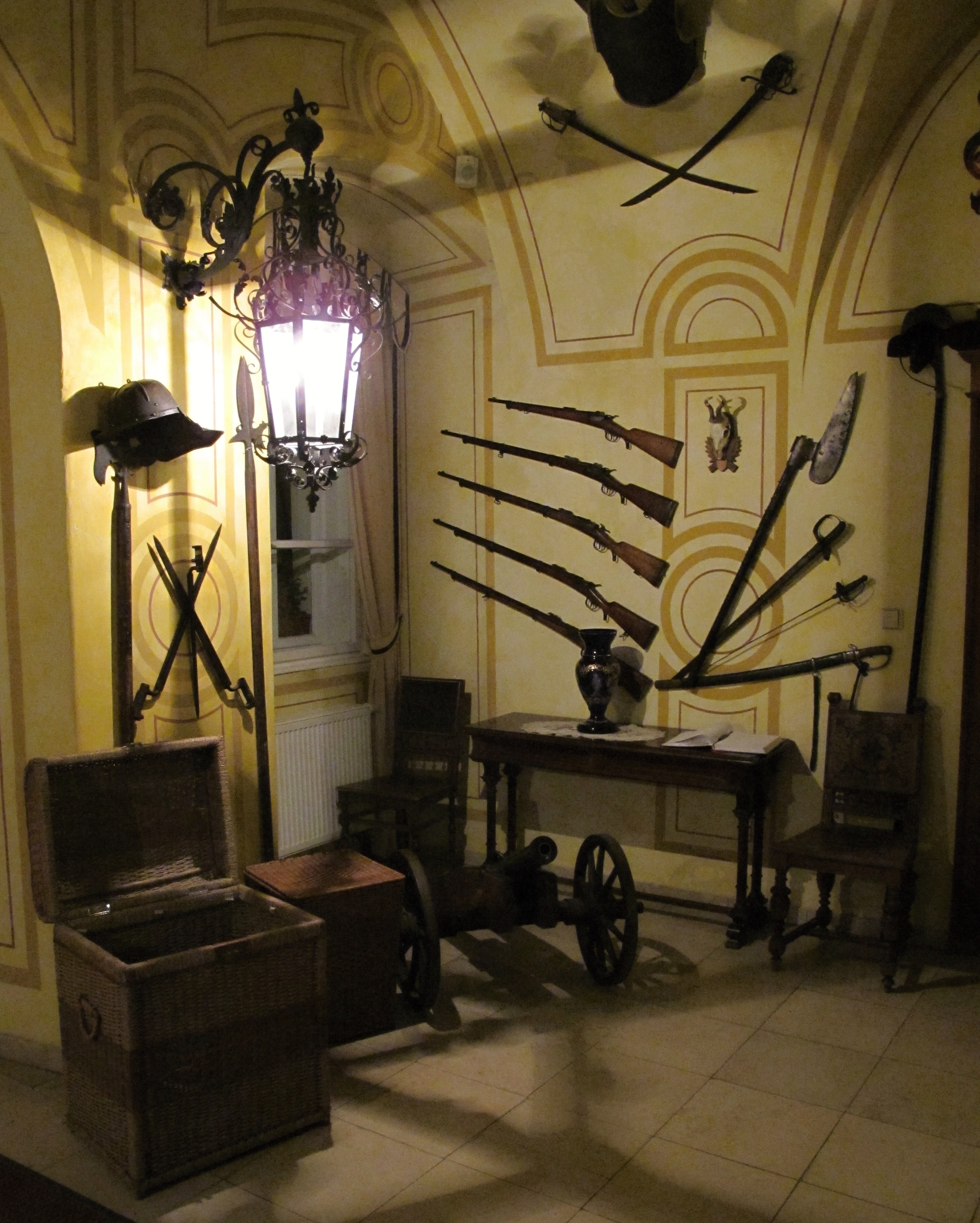
Particolare di una stanza interna

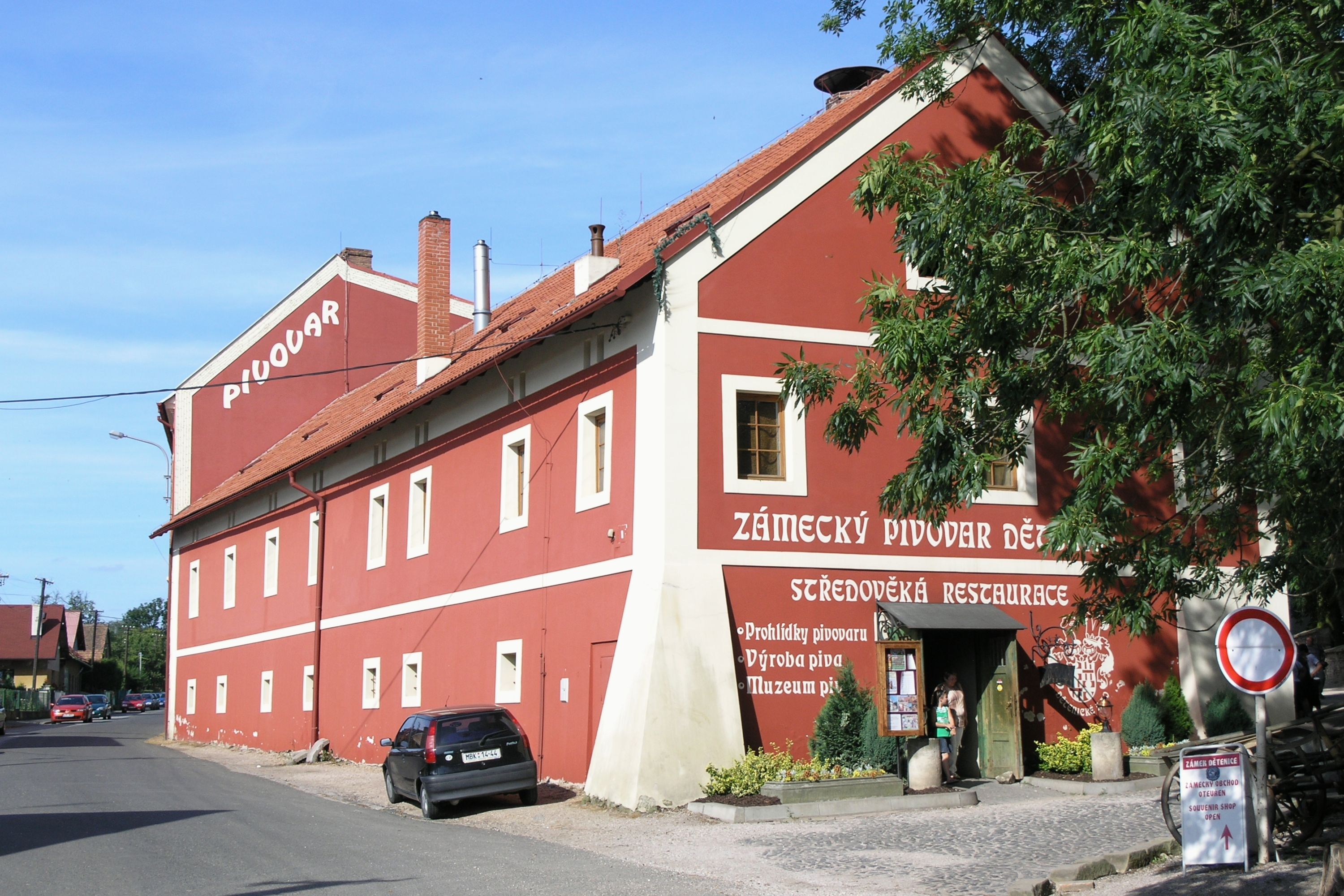
Birrificio Deténice

La cittadina dove si trova il castello è legata ad una leggenda che vuole sia stata fondata nel luogo dove il principe Oldřich attorno alla metà dell'XI secolo trovò due ragazzi abbandonati che accolse e fece adottare per proteggerli e allevarli. Fu Beneš von Hruštice, attorno al XIII secolo, che fece ricostruire la precedente fortezza in legno che si trovava sul sito edificando una fortezza gotica in pietra. Nel castello recente sono ancora visibili i resti della torre del castello e le cantine del primo maniero gotico. Nel 1503 la proprietà fu acquistata dai signori di Křinečtí. Jiří Křinecký fu l'ultimo di questa famiglia e fece costruire la torre dell'orologio trasformando la fortezza gotica in un palazzo rinascimentale. Jiří Křinecký cadde in disgrazia dopo la battaglia di Bílá hora, il suo patrimonio fu confiscato e venduto all'asta ad Alberto di Valdštejn. Il Křineckývenne condannato alla decapitazione ma riuscì a fuggire in Sassonia facebdo prima nascondere tutta la sua fortuna nei passaggi segreti della cantina del castello. Nessuno tuttavia ha ancora scoperto questo tesoro. Dopo la morte di Alberto di Valdštejn il castello passò al nipote Adamo di Valdštejn e più tardi Ottaviano fece ampliare la struttura. Nel 1673 Ottaviano di Valdštejn fece costruire nella cittadina anche una scuola. Tra gli altri proprietari della tenuta e del castello vi fu il conte Jan Clamm-Gallas che fece ricostruire il castello in stile tardo barocco nella forma recente e fece piantare vigneti sulla collina vicino a Osenice. Il nuovo proprietario, il barone Wimmer, installò una segheria vicino allo stagno, e il proprietario successivo fu Filippo Wessenberk che nel 1820 restaurò il castello, in particolare la cappella gentilizia, e istituì la corte di Filippesi. Dopo la sua morte il patrimonio passò all'Ordine dei Cavalieri di Malta, di cui era membro. Durante il periodo di controllo dell'Ordine fu fondata una fornace, fu aperta la ferrovia da Bakovo a Kopidlno, fu riparata una vicina fabbrica di birra, nel villaggio fu costruita una nuova cappella e al posto della cantina che nel frattempo era bruciata fece costruire una nuova scuola. Inoltre fu ampliato il parco con l'aggiunta di nuove statue e nuove terrazze al castello. Nel 1903 fu acquistato dai fratelli Bloch che fecero ammodernare il villaggio. L'ultimo proprietario della tenuta, negli anni dal 1926 al 1945, fu Emanuel Řehák. Questi invitava gli abitanti di Dětenice al castello durante la vendemmia e altre festività. Nel 1948 la proprietà fu nazionalizzata e nell'edificio del castello venne fondata per la prima volta una scuola per apprendisti di giardinaggio. Nel 1991 la scuola fu chiusa e trasferita, il castello rimase inutilizzato e lentamente cadde in rovina. Nel 1998 il castello è stato acquistato da Pavel Ondráček che lo ha ristrutturato e, nel 2000, lo ha nuovamente riaperto al pubblico.

## Descrizione
Il castello ed il suo parco si trovano nella città di Dětenice nella Regione di Hradec Králové, Repubblica Ceca. L'accesso attraverso il muro di recinzione si trova sul lato nord est della struttura, che è anche la zona nella quale si sviluppa maggiormente il parco. Il castello è un edificio tardo barocco a due piani, a pianta quasi quadrata, con una torre a tre piani nell'angolo sud-ovest. L'ingresso principale del castello è ornato da quattro colonne che sostengono un ampio terrazzo al livello del primo piano. Al piano terra dell'edificio è presente un corridoio con volta che collega il tratto anteriore con quello posteriore e al piano primo c'è un ampio androne di collegamento. In diverse stanze del castello sono stati conservati gli originali soffitti rococò decorati con ricche decorazioni a stucco.

### Monumento culturale della Repubblica Ceca
La tutela dei monumenti della Repubblica Ceca considera il castello di Dětenice un monumento culturale tutelato col numero di catalogo 1000135881.